# مزاحم (فیلم ۱۹۵۳)
مزاحم (انگلیسی: The Intruder) فیلمی در ژانر درام و جنایی به کارگردانی گای همیلتون است که در سال ۱۹۵۳ منتشر شد. از بازیگران آن می‌توان به جک هاوکینز، جورج کول، دنیس پرایس و مایکل مدوین اشاره کرد.